# Traenheim
Traenheim é uma comuna francesa na região administrativa de Grande Leste, no departamento Baixo Reno. Estende-se por uma área de 3,1 km². Em 2010 a comuna tinha 665 habitantes (densidade: 214,5 hab./km²).